# Manuel Cardo Romero
Manolo Cardo (Coria del Río, Sevilla, 16 d'abril de 1940) és un exfutbolista i entrenador del Sevilla Futbol Club i altres equips de futbol.

## Trajectòria esportiva
Com a jugador es va iniciar en els equips de Còria CF d'on passa al Sevilla Atlètic on va juga diverses temporades en Tercera Divisió, fins que en la temporada 1961/62 l'equip va ascendir per primera vegada a la Segona Divisió. Al començament de la temporada 1962/63 Manolo Cardo ascendeix al primer equip, on roman per espai de cinc temporades, si bé la temporada 1964/65 la juga en qualitat de cedit en el Recreativo de Huelva. Cardo jugava en el lloc de migcampista.
La seva trajectòria com a entrenador del primer equip del Sevilla F.C, s'inicia el mes de desembre de 1981 i conclou al final de la temporada de 1985/86. Va prendre al Sevilla F.C. en el penúltim lloc de la classificació general i va rectificar el camí de tal forma que va acabar la lliga amb l'equip en 7è lloc i guanyant la participació en la Copa de la UEFA. El primer partit de l'era Cardo, ho guanya el coriano en l'estadi del Reial Saragossa, amb un Francisco genial i amb un Pintinho en vena golejadora fins al punt que va marcar els quatre gols (1-4). Al final de la primera temporada en el Sevilla F. C. L'equip més usat per Card en aquesta lliga va estar format per: Buyo, Nimo, Rivas, Alvarez, Blanco, Pintihno, Francisco, Ruda, Juan Carlos, Magdaleno i Santi. En les temporades següents l'equip es va classificar diverses vegades per participar en la Copa de la UEFA.
Manolo Cardo va batre diversos rècord en la banqueta del Sevilla F. C., sent fins al moment (2010) l'entrenador que més temps va estar en el Sevilla F. C. i el que més partits va dirigir amb un total de 156 partits en Primera Divisió.